# Peter Porter
Peter Porter (Brisbane, 1929. február 16. – London, 2010. április 23.) ausztrál származású angol költő.

## Élete
Anyja, Marion 1938-ban epehólyag-gyulladásban hunyt el. Tanulmányait az anglikán egyházi gimnáziumban végezte. Tizennyolc éves korában elhagyta az iskolát, s újságíróként kezdett dolgozni a The Courier-Mail című lapnál, azonban egy év után elbocsátották. 1951-ben Angliába emigrált, útközben az Angliába tartó hajó fedélzetén ismerkedett össze Jill Neville-vel, aki később ismert regényíró lett. Peter Portert Neville első megjelent regényében, a The Fall Girl-ben mutatta be (1966). Két öngyilkossági kísérlete után visszatért Brisbane-be, ám alig tíz hónap után visszautazott Angliába. 1955-től részt vett a The Group (A Csoport) nevű irodalmi kör munkájában, az e körhöz fűződő kapcsolata tette lehetővé első önálló kötete kiadását 1961-ben. 1961-ben vette feleségül Shirley Janice Henryt, akitől két lánya született 1962-ben és 1965-ben. Felesége 1974-ben öngyilkos lett. Porter 1991-ben nősült ismét, Christine Berg gyermekpszichológust vette el. 2001-ben a Royal Albert Hall tüntette ki, 2004-ben az Oxfordi Egyetem professzorának jelölték. Májrákban hunyt el. Tiszteletére az Australian Book Review az ABR Költői Díjat Peter Porter Költői Díjra nevezte át.
Versei először 1958 nyarán és 1959 októberében jelentek meg a Delta kiadónál. Metamorphosis című költeményének 1960. januári kiadása a The Times irodalmi mellékletében már a szélesebb olvasóközönséghez is eljutott. Első önálló gyűjteményes kötete, az Once Bitten Twice Bitten 1961-ben a Scorpion Press gondozásában jelent meg. Munkásságára elsősorban Wystan Hugh Auden, John Ashbery és Wallace Stevens voltak hatással. Költői pályaíve az Once Bitten Twice Bitten epigrammatikus verseitől későbbi kötetei elégikus hangvételéig terjed (The Cost of Seriousness, English Subtitles).
1983-ban a Booker–McConnel-díjat odaítélő bizottság tagja volt.

## Fordítás
- Ez a szócikk részben vagy egészben  a   Peter Porter (poet) című angol Wikipédia-szócikk ezen változatának fordításán alapul.  Az eredeti cikk szerkesztőit annak laptörténete sorolja fel. Ez a jelzés csupán a megfogalmazás eredetét és a szerzői jogokat jelzi, nem szolgál a cikkben szereplő információk forrásmegjelöléseként.